# 武东镇
武东乡，是中华人民共和国福建省龙岩市武平县下辖的一个乡镇级行政单位。

## 行政区划
武东乡下辖以下地区：
陈埔村、安丰村、丰田村、五坊村、川坊村、三峙村、炉坑村、袁田村、上畲村、远明村、四维村、黄埔村、东兴村、张畲村、美和村、六甲村、新东村、教文村、袁上村和袁下村。